# Laurence McKinley Gould
Pour les articles homonymes, voir McKinley et Gould.
Laurence McKinley Gould (22 août 1896 - 21 juin 1995) est un géologue, enseignant et explorateur polaire américain. Il a effectué des expéditions dans l’Arctique et en Antarctique et a été le scientifique principal de la première expédition en Antarctique de Richard Byrd, que Gould a décrite dans son livre de 1931, Cold: the Record of an Antarctic Sledge Journey. Il a été président du Carleton College de 1945 à 1962 et président de l'Association américaine pour l'avancement des sciences en 1964. Son nom est commémoré à travers le navire de recherche RV Laurence M. Gould, ainsi que des éléments antarctiques tels que la baie de Gould, la côte de Gould et le mont Gould . 

## Biographie
Gould est né à Lacota, Michigan le 22 août 1896. Après avoir terminé ses études secondaires à South Haven, dans le Michigan en 1914, il s’est rendu à Boca Raton, en Floride, où il a enseigné de la 1re à la 8e année dans une école de rang pendant deux ans, tout en économisant de l’argent pour l’université. Il s’est inscrit à l’université du Michigan en 1916, mais a interrompu ses études l’année suivante pour s’enrôler dans l’armée américaine après l’entrée des États-Unis dans la Première Guerre mondiale. Il a servi dans l'armée jusqu'en 1919, date à laquelle il est retourné à l'université pour reprendre ses études. 
Après avoir obtenu son bachelor en géologie en 1921, il intègre la faculté de l’université du Michigan en tant qu’instructeur en géologie, tout en y poursuivant ses études. Au cours de ses études de premier cycle, il est le fondateur du chapitre Beta Tau de la fraternité Pi Kappa Alpha (en). Il était également un membre actif de la société universitaire des Voyageurs (en). Il a obtenu une maîtrise en 1923 et un doctorat en sciences en 1925, avec une thèse sur la géologie des montagnes La Sal dans l'Utah. Il devient professeur adjoint en 1926 et professeur associé en 1930. 
À l'été 1926, Gould entreprit son premier voyage dans l'Arctique en tant que directeur adjoint et géologue à l'expédition du Groenland de l'université du Michigan. L'été suivant, il est géographe et topologue pour l'expédition de George P. Putnam visant à arpenter la côte de l'île de Baffin dans l'Arctique canadien. 
De 1928 à 1930, il accompagne l'amiral Richard Byrd lors de la première expédition de Byrd en Antarctique, faisant fonction de scientifique en chef et de commandant en second de l'expédition. Le 17 mars, il est débarqué en avion sur le plateau Rockefeller. Le 4 novembre 1929, Gould et cinq de ses compagnons entreprirent un épuisant périple de deux mois et demi dans un traîneau à chiens de 1 500 km dans les montagnes de la Reine Maud, dans le but principal de fournir un appui au sol et une éventuelle assistance d'urgence au premier vol historique de Byrd au-dessus du pôle Sud et le second objectif de mener le premier levé géologique et glaciologique d'une région que Gould a qualifiée de « véritable paradis pour un géologue ». Après le survol du pôle en novembre 1929, Gould et ses compagnons gravirent le mont Fridtjof Nansen pour en étudier la géologie. Les grès stratifiés que Gould a trouvés dans les affleurements au sommet de la montagne ont permis de confirmer que l'Antarctique était géologiquement lié aux autres continents. 
L’avancement de l’expédition a été régulièrement relaté dans les médias et, à son retour, il a reçu une médaille d'or du Congrès, la médaille d’or David Livingstone 1930 de la Société américaine de géographie et une médaille du comité du maire de la ville de New York . 
Le 2 août 1930, deux semaines après son retour de l'Antarctique, Gould épouse Margaret ("Peg") Rice à Ann Arbor, dans le Michigan. Elle avait été étudiante dans l'une de ses classes à l'Université du Michigan.

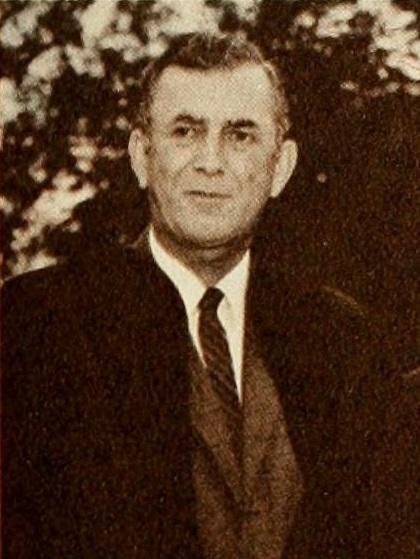
Laurence M. Gould en 1961.

Au cours des mois et des années qui ont suivi son retour de l'Antarctique, Gould a parcouru les États-Unis pour donner des conférences sur l'expérience. Dans son livre de 1931, Cold: the Record of an Antarctic Sledge Journey décrit le voyage en traîneau à chiens, rappelant des blizzards aveuglants, des ponts de neige qui s'effondraient dans de profondes crevasses et un temps si froid qu'il gelait presque les paupières. En outre, il a publié plusieurs articles scientifiques sur les résultats de l'expédition Byrd. 
En 1932, Gould accepte un poste de professeur titulaire et de directeur du département de géologie du Carleton College. Les Gould s'installent donc dans le Minnesota. Gould est nommé président du collège en 1945 et occupe ce poste jusqu'en 1962. En 1963, il se retire à Tucson, en Arizona, et enseigne la glaciologie à l'université de l'Arizona. 
Il a également occupé le poste de président de l'Association américaine pour l'avancement des sciences . 

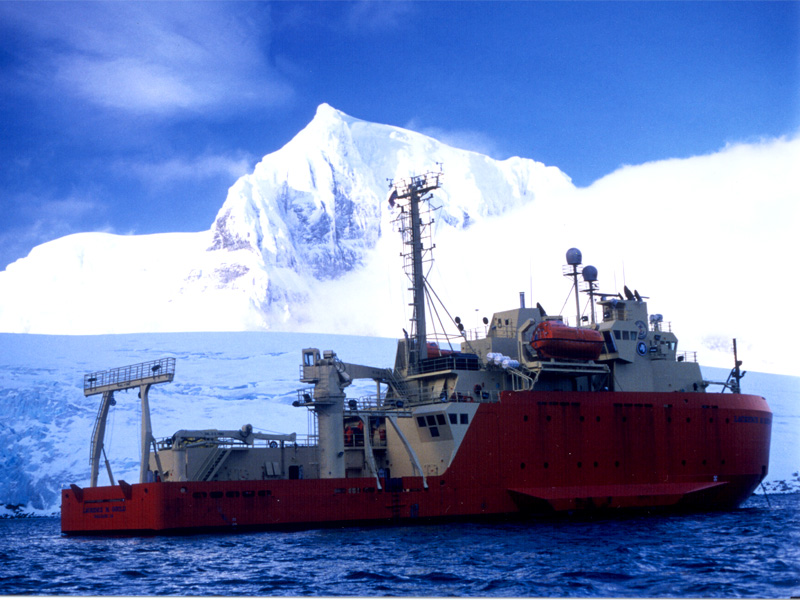
Le navire de recherche éponyme de la NSF, 2013.

Au cours de sa vie, Gould a reçu 26 diplômes honorifiques. En 1995, le Carleton College a renommé la bibliothèque Laurence McKinley Gould en son honneur. Le RV Laurence M. Gould, un navire de recherche renforcé de glace de 76 m de long construit en 1997 pour la Fondation nationale pour la science et conçu pour des opérations polaires toute l'année, porte son nom. Il est également commémoré dans les noms de plusieurs endroits de l'Antarctique, dont le mont Gould (en) [ ], la baie de Gould (en) et la côte de Gould.